# Patrik Karlsson (musiker)
Jon Patrik Karlsson, född 14 april 1961 i Skoghall, död 19 juni 2014, var en svensk musiker. 
Vid 12 års ålder började Karlsson som basist och sångare i gruppen Mantra. Senare spelade han i gruppen Buddy and the Rockrats. Mellan 1988 och 2009 var han basist i Sven-Ingvars. År 1997 gav han ut soloalbumet Tankar och drömmar.
Karlsson avled vid 53 års ålder efter en hjärnblödning.

## Diskografi (i urval)
- Take it - Mantra (1980)
- Mantraction - Mantra (1982)
- På begäran - Sven-Ingvars (1990)
- Två mörka ögon - Sven-Ingvars (1991)
- Byns enda blondin - Sven-Ingvars (1994)
- Lika ung som då - Sven-Ingvars (1996)
- Tankar och drömmar (1997)
- Nio liv - Sven-Ingvars (1998)
- Retroaktiv - Sven-Ingvars (2000)